# إليزابيث من كارينثيا
إليزابيث من كارينثيا (1298 - 1352؟)
؛ كانت ملكة صقلية القرينة بعد وصولها زوجها بيترو الثاني إلى العرش في 1337؛ هي ابنة أوتو الثالث، دوق كارينثيا شقيق هنري ملك بوهيميا ووالدتها هي يوفيميا دي سيليزيا-ليغنتيز.

## الزواج والأطفال
تزوج إليزابيث من فريدريكو في 23 أبريل 1323؛ وأنجبت له تسعة أبناء:-
1. كونستانس (1324 -أكتوبر 1355)؛ كانت الوصي على شقيقة لودوفيكو بين عامي 1352 حتى 1354؛ غير متزوجة.
2. إليانور (1325 - 1375)؛ الزوجة الثالثة لـ بيدرو الرابع ملك أراغون ووالدة لاحقاً مارتنيو الثاني.
3. بياتريس (1326 - 1367)؛ الزوجة الأولى لـ روبرشت الثاني, ناخب بالاتينات ووالدة روبرشت ملك ألمانيا.
4. يوفيميا (1330 - 1359)؛ الوصي من 1355 حتى 1357؛ غير متزوجة.
5. لودفيكو ملك صقلية (1338 - 1355)؛ خلف والده.
6. فريدريكو الرابع ملك صقلية (1341 - 1377)؛ خلف شقيقه.
7. فيولانتي (ولدت.1334)؛ توفيت صغيرة.
8. جيوفاني (1342 - 22 يونيو 1353).
9. بلانش (1342 - 1373)؛ تزوجت من جان الأول من أمبوريس؛ ليس لديهم أبناء.